# Jacek Machciński
Jacek Józef Machciński (ur. 27 stycznia 1948 w Warszawie, zm. 22 grudnia 2019 w Łodzi) – polski piłkarz występujący na pozycji lewoskrzydłowego oraz trener piłkarski; zdobywca mistrzostwa Polski z Widzewem Łódź w sezonie 1980/1981.

## Kariera zawodnicza
Wychowujący się w łódzkim Śródmieściu Machciński grę w piłkę rozpoczął w miejskich klubach młodzieżowych: Łodziance (od 1964) i Hali Sportowej. Następnie był członkiem juniorskiej drużyny Widzewa Łódź, a po rozpoczęciu studiów w Akademii Wychowania Fizycznego w Poznaniu grał w miejscowej Warcie w rozgrywkach III ligi. Ze stolicy Wielkopolski przeniósł się później do Akademii Wychowania Fizycznego w Warszawie, którą ukończył w 1972 z tytułem trenera II klasy. W tamtym okresie występował w akademickim zespole AZS-AWF Warszawa. Karierę zakończył w wieku 21 lat, po odniesieniu poważnej kontuzji.

## Kariera trenerska

### Współpracownik Jezierskiego
Latem 1972 Machciński został trenerem spadkowicza z II ligi, Włókniarza Pabianice. Poprowadził go jednak tylko w jednym spotkaniu, szybko został bowiem zatrudniony w łódzkim Widzewie – ówczesnym beniaminku II ligi – na stanowisku trenera drużyny juniorów oraz jednocześnie asystenta prowadzącego pierwszy zespół Leszka Jezierskiego (jego dawnego trenera w Hali Sportowej). Po roku pracy skupił się wyłącznie na roli asystenta. W 1975 piłkarze Widzewa wywalczyli awans do ekstraklasy, lecz już po pierwszym sezonie na tym szczeblu Jezierski i Machciński odeszli do innego pierwszoligowego klubu – ŁKS Łódź. Ich podopieczni na półmetku nowych rozgrywek zajmowali pozycję lidera, wiosną jednak musieli sobie radzić już bez asystenta Machcińskiego, który w styczniu 1977 odszedł z klubu, by objąć wkrótce trzecioligową drużynę Włókniarza Białystok. Osiągnął z tym zespołem ósme miejsce w tabeli (łodzianie skończyli ligę na siódmej pozycji).
Pracował następnie w również trzecioligowej Concordii Piotrków Trybunalski, z której został dyscyplinarnie zwolniony po konflikcie z zawodnikami, którzy przychodzili na treningi pijani. Już bez Machcińskiego – który wygrał z klubem w sądzie pracy – Concordia wywalczyła wiosną awans do II ligi. Od grudnia 1977 do maja 1978 był trenerem drugoligowej Resovii, z którą zajął czwarte miejsce w grupie południowej sezonu 1977/78. Przed sezonem 1978/79 powrócił do współpracy z Leszkiem Jezierskim, tym razem w Ruchu Chorzów. W końcówce sezonu 1977/78 przyczynili się oni do utrzymania zespołu w I lidze, a w 1979 prowadzeni przez nich chorzowianie sięgnęli po mistrzostwo Polski.

### Sukcesy z Widzewem Łódź
22 października 1979 Machciński zastąpił Stanisława Świerka na stanowisku trenera łódzkiego Widzewa. Początkowo Polski Związek Piłki Nożnej nie chciał wydać mu zezwolenia na prowadzenie zespołu w I lidze; powodem był głośny konflikt Machcińskiego z czołowymi polskimi trenerami oraz kilkoma działaczami i dziennikarzami, do którego doszło w styczniu 1979 w przeddzień ogólnopolskiej konferencji szkoleniowej, a który zakończył się rękoczynami. Ostatecznie trener otrzymał niezbędne dokumenty i w sezonie 1979/80 poprowadził swój zespół od przedostatniego miejsca w tabeli do srebrnego medalu mistrzostw Polski. Pozwoliło to Widzewowi wziąć w kolejnym sezonie udział w rozgrywkach Pucharu UEFA, w których osiągnął 1/8 finału, eliminując Manchester United (1:1, 0:0) i Juventus FC (3:1, 1:3 pd., k. 4-1) oraz odpadając z Ipswich Town (0:5, 1:0). Młody szkoleniowiec łodzian słynął z trudnego charakteru i aplikowania piłkarzom wymagających fizycznie treningów. Kosztem taktyki stawiał na intuicję, wolę walki i kreatywność swoich zawodników. Jesienią 1980 zespół Machcińskiego zanotował serię 22 kolejnych meczów bez porażki. Przerwana ona została po aferze na Okęciu, gdy na pewien czas zdyskwalifikowano czterech graczy Widzewa: Józefa Młynarczyka, Zbigniewa Bońka, Włodzimierza Smolarka i Władysława Żmudę. Widzew został ostatecznie po raz pierwszy w historii mistrzem, wyprzedzając o dwa punkty Wisłę Kraków. Mający wówczas tylko 33 lata Machciński podał się do dymisji w połowie czerwca 1981 po konflikcie z prezesem klubu Ludwikiem Sobolewskim.

### Kolejne lata
Od stycznia do maja 1983 prowadził Stal Mielec, z którą zajął 15. miejsce w tabeli ekstraklasy i spadł do II ligi. Na początku 1985 wspólnie z Leszkiem Jezierskim objął Lecha Poznań, którego poprowadzili w dziesięciu spotkaniach ligowych rundy wiosennej sezonu 1984/85 i dwóch w przegranym ćwierćfinale Pucharu Polski. Poznaniacy zakończyli sezon na czwartym miejscu w tabeli, uzyskując możliwość gry w Pucharze UEFA. Machciński wrócił wkrótce do grającego wtedy w II lidze Włókniarza Pabianice.
Wiosną 1987 próbował ratować przed degradacją z I ligi Ruch Chorzów, prowadząc go w ostatnich ośmiu spotkaniach rundy wiosennej sezonu 1986/87. O pierwszym w historii klubu spadku z ekstraklasy przesądziła porażka w dwumeczu barażowym z Lechią Gdańsk (1:2, 1:2). W pierwszym meczu w Chorzowie bramkarz gospodarzy Janusz Jojko wrzucił ręką piłkę do własnej bramki. Po tym wydarzeniu Machciński opuścił stadion i poszedł do kawiarni. W szatni Ruchu klubowa sprzątaczka znalazła później reklamówkę z pieniędzmi, do której nikt się nie przyznał. Trener – który dzień przed tym spotkaniem doznał zapaści krążeniowej – oskarżył kilku zawodników o sprzedanie meczu, Jojce nie pozwolił wsiąść do autokaru na mecz rewanżowy i do końca życia nie podał mu ręki.
Po odejściu z Ruchu prowadził jeszcze Start Łódź, po czym na wiele lat wycofał się z futbolu, tłumacząc że ma dość bycia ofiarą układów, handlowania meczami i stresu. Na łamach Tempa proponował, by na kilka lat zawiesić rozgrywki ligowe, aby zmusić zdegenerowane pokolenie piłkarzy do odejścia z piłki.
Do zawodu trenera powracał kilka razy na początku XXI wieku. W 2001 po raz trzeci objął Włókniarza Pabianice, występującego tym razem w IV lidze i kończącego sezon 2001/02 na miejscu spadkowym. W październiku 2002 poprowadził w trzech spotkaniach trzecioligowe Wigry Suwałki, które po sezonie również zaliczyły degradację. We wrześniu i październiku 2003 szkolił piłkarzy trzecioligowego Tura Turek, z którego został zwolniony z powodu słabych wyników.

## Życie prywatne
Prowadził sklep przy ul. Piotrkowskiej w Łodzi, gdzie handlował militariami. Był żonaty z Urszulą, działaczką społeczną, uhonorowaną m.in. Odznaką „Za Zasługi dla Miasta Łodzi”, którą poznał gdy mieli po siedem lat. Przez długi czas zmagała się ona z ciężką chorobą, zmarła w marcu 2017. Mieli córkę Magdalenę pracującą jako tłumacz przysięgły. Mieszkali w bloku przy ul. Lubeckiego.
Machciński palił dużo papierosów. W ostatnich latach życia miał problemy zdrowotne, kilkukrotnie przechodził zapalenie płuc.

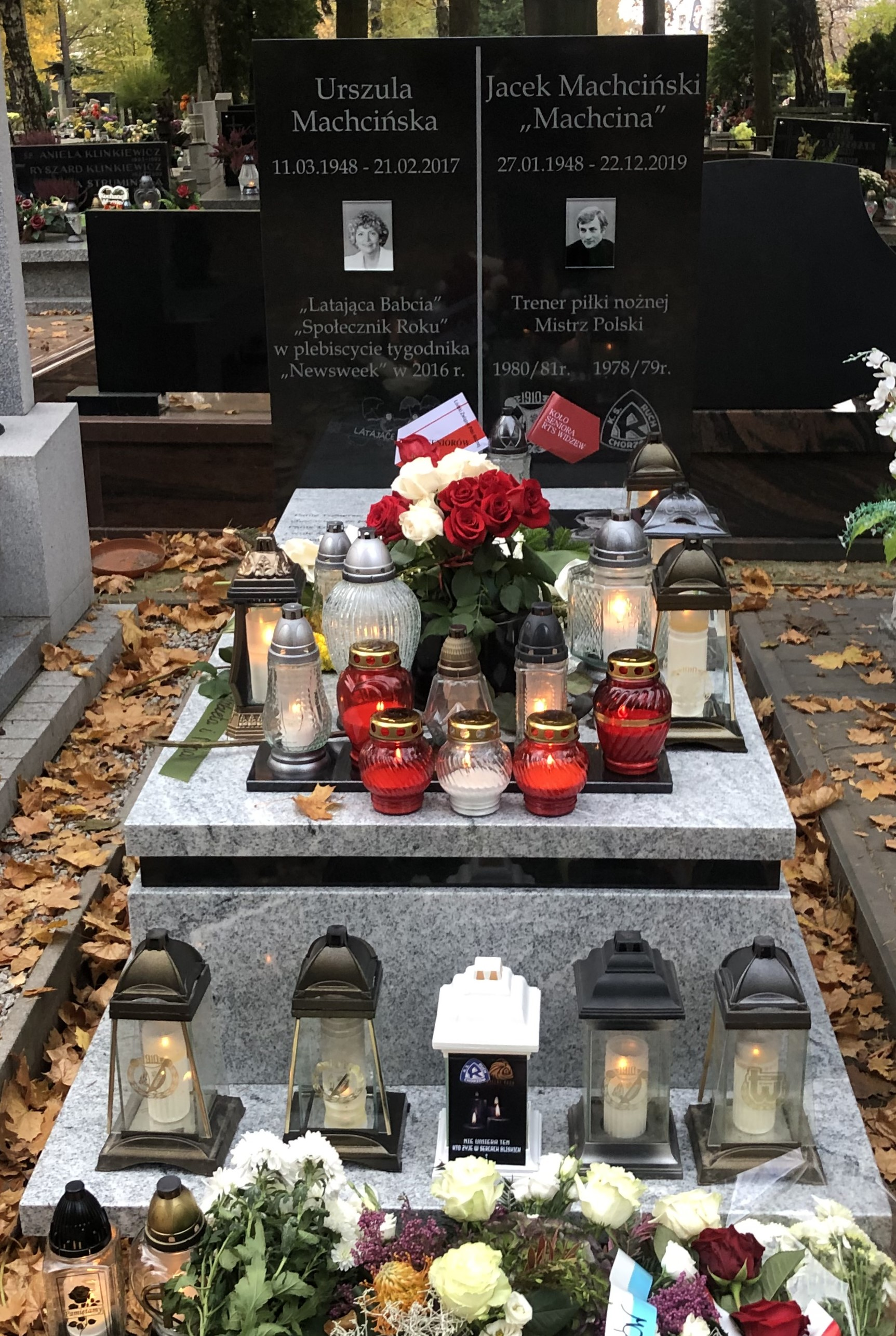
Grób Jacka i Urszuli Machcińskich w alei zasłużonych na cmentarzu Doły w Łodzi

Zmarł wskutek kolejnego zapalenia w wieku 71 lat. 8 stycznia 2020 został pochowany obok zmarłej dwa lata wcześniej żony, na cmentarzu Doły w Łodzi. Następnie prochy małżeństwa zostały przeniesione do alei zasłużonych tego samego cmentarza. 27 października 2024 odbyła się uroczystość odsłonięcia ich pomnika.

## Statystyki trenerskie
| Klub          | Od                   | Do                   | Ogółem | Ogółem | Ogółem | Ogółem | Ogółem |
| Klub          | Od                   | Do                   | M      | Z      | R      | P      | Zwy %  |
| ------------- | -------------------- | -------------------- | ------ | ------ | ------ | ------ | ------ |
| Widzew Łódź   | 22 października 1979 | 15 czerwca 1981      |        |        |        |        |        |
| Stal Mielec   | 1 stycznia 1983      | 2 maja 1983          |        |        |        |        |        |
| Lech Poznań   | 1 stycznia 1985      | 26 maja 1985         | 12     | 5      | 3      | 4      | 41,67% |
| Ruch Chorzów  | 5 maja 1987          | 1 lipca 1987         |        |        |        |        |        |
| Wigry Suwałki | październik 2002     | październik 2002     | 3      | 1      | 0      | 2      | 33,33% |
| Tur Turek     | 17 września 2003     | 22 października 2003 | 6      | 2      | 1      | 3      | 33,33% |
| Łącznie       | Łącznie              | Łącznie              | 21     | 8      | 4      | 9      | 38,1%  |

## Sukcesy

### Widzew Łódź
- Mistrzostwo Polski: 1980/1981
- Wicemistrzostwo Polski: 1979/1980